# Marco Zappacosta
Marco Zappacosta (1985 o 1986) è un imprenditore statunitense, co-fondatore e amministratore delegato di Thumbtack, una piattaforma di commercio elettronico
.

## Biografia
Nato in California da genitori immigrati dall'Italia, l'imprenditore e ingegnere Pierluigi Zappacosta e l'informatica Enrica D'Ettorre, si laurea in Scienze Politiche presso la Columbia University, dove studia anche neuroscienze.